# Заводське (Конотопський район)
Заводське — селище в Україні, у Попівській сільській громаді Конотопського району Сумської області. Населення становить 789 осіб. До 2020 орган місцевого самоврядування — Вирівська сільська рада.
В Заводському знаходиться Конотопський професійний аграрний ліцей, заснований 6 листопада 1936 року на базі радгоспу «Залізничник» Народного Комісаріату шляхів сполучення як Конотопська школа механізації сільського господарства.

## Географія
Селище Заводське примикає до міста Конотоп. На відстані 1 км розташоване селище Садове. Поруч проходять автомобільна дорога Т 2504 і залізниця, станція Вірівка. До села веде окрема залізнична гілка.

## Пам'ятки
Єзуцький — ландшафтний заказник місцевого значення.

## Персоналії
В селі похований Тамбовцев Андрій Володимирович (1975—2015) — солдат Збройних сил України, учасник російсько-української війни, помер 16 травня 2015-го від поранень.